# Mosquée de Fréjus
La mosquée de Fréjus, dans le Var, en France, est une mosquée sunnite ouverte à Fréjus le 20 janvier 2016,. Elle peut accueillir 650 fidèles. Le maire de Fréjus, David Rachline, longtemps opposé à son ouverture, n'a pas pu empêcher la réalisation du bâtiment, ni son utilisation par les musulmans pratiquants de la ville,. C'est la deuxième mosquée construite sur la commune, la première étant la mosquée Missiri, qui ne reçoit plus de fidèles.

## Historique
En 1930, une première mosquée (mosquée Missiri, située dans le camp militaire de Caïs) est construite pour les troupes coloniales. Elle fait l'objet d'une inscription sur l'inventaire supplémentaire des monuments historiques par arrêté du 18 juin 1987 mais elle n'est plus employée en tant que lieu de culte et serait devenue inappropriée en raison de fresques représentant des êtres humains, ce qui est interdit par l'islam.
En 2010, lors de la réhabilitation du quartier de la Gabelle, les musulmans du quartier avaient exprimé leur besoin d'une mosquée. Les salles de prière étaient à l’origine un ensemble de garages transformés. Trois ans après, une réponse favorable de la ville prévoit une future mosquée capable d’accueillir jusqu’à deux mille fidèles.
Le 19 août 2013, un permis de construire est accordé par le maire Élie Brun à l'association musulmane Al-Fath. La communauté musulmane de la Gabelle, à Fréjus, est contrainte jusqu'alors de prier dans des garages ou en plein air. Le premier projet d'édifice devait représenter 1 464 m2 au sol pour une hauteur de 12 mètres, pour un coût prévisionnel de 1,2 million d'euros. Ce projet est contré par le candidat FN, David Rachline, qui en fera un thème de campagne aux élections municipales de 2014.
Le 10 janvier 2014, les travaux démarrent, mais le nouveau maire FN essaie de les entraver. D'après le journaliste Dominique Albertini, « c’est à [la] pression [de Pierre Sautarel, responsable du site François Desouche] que l’on attribue la croisade du maire FN de Fréjus, David Rachline, contre l’ouverture d’une mosquée dans sa ville – alors que celui-ci semblait avoir renoncé à s’y opposer ».
Le 10 novembre 2015, le Conseil d'État ordonne à David Rachline d'autoriser, à titre provisoire sous huit jours et sous astreinte de 500 euros par jour de retard, l'ouverture de la mosquée qui vient d'être construite.
Le Conseil d'État a rappelé « que les décisions rendues par un juge des référés sont des décisions de justice exécutoires et obligatoires : l’administration doit les respecter et corriger les vices des décisions administratives que le juge des référés a pris en considération. »
Il a aussi conclu que « les 650 personnes qui se réunissent chaque vendredi devant la mosquée de Fréjus ne disposent d’aucun lieu de culte adapté à moins de quinze kilomètres de cette commune, alors que par ailleurs la commune n’a donné aucune suite à la demande de l’association tendant à la mise à disposition d’une salle communale » Il a aussi tenu compte du « refus persistant d’autoriser l’ouverture de ce lieu de culte en dépit de la décision de justice précédemment obtenue par les requérants. »
Le 26 février 2016, le Tribunal correctionnel de Draguignan n'a pas ordonné la démolition de la mosquée, mais en raison des irrégularités dans la délivrance du permis de construire il a condamné l'association El Fath à 60 000€ d'amende, son président à 15 000€. L'ancien maire Elie Brun a été condamné à 18 mois de prison avec sursis et à cinq ans d'interdiction d'exercice de toute fonction publique.

## Constitution
L'espace cultuel s’élève sur deux niveaux de 1 464 m2 :
- une salle de prière pour les hommes,
- une salle de prière pour les femmes,
- une salle d’ablution pour les hommes (dont un sanitaire pour les personnes à mobilité réduite),
- une salle d’ablution pour les femmes,
- une salle de réunion,
- une bibliothèque,
- un bureau pour la gestion administrative de l’association,
- un ordinateur avec accès au web gratuit pour les visiteurs,
- des espaces verts.

## Gestion
La gestion est assurée par l'association El Fath dont les objectifs sont :
- Assurer les cinq prières ainsi que la prière du vendredi ;
- L’organisation des rites liés au mois de Ramadan ;
- Les prières de l’Aïd ;
- Les départs vers les lieux saints de l’islam ;
- L’apprentissage de la langue arabe et du Coran ;
- Enseigner la foi musulmane correcte à travers le Coran et la sunna authentique ;
- L’organisation de conférences ;
- Assurer les obsèques et rites funéraires.